# Waduk Penjalin
Waduk Penjalin är en sjö i Indonesien.   Den ligger i provinsen Jawa Tengah, i den västra delen av landet, 270 km sydost om huvudstaden Jakarta. Waduk Penjalin ligger 343 meter över havet. Arean är 0,91 kvadratkilometer.I omgivningarna runt Waduk Penjalin växer i huvudsak städsegrön lövskog. Den sträcker sig 1,4 kilometer i nord-sydlig riktning, och 1,8 kilometer i öst-västlig riktning.